# Monte Clapier
Il monte Clapier (anche il francese Mont Clapier) è una montagna di 3.045 m s.l.m. delle Alpi Marittime, situata lungo il confine italo-francese.

## Caratteristiche

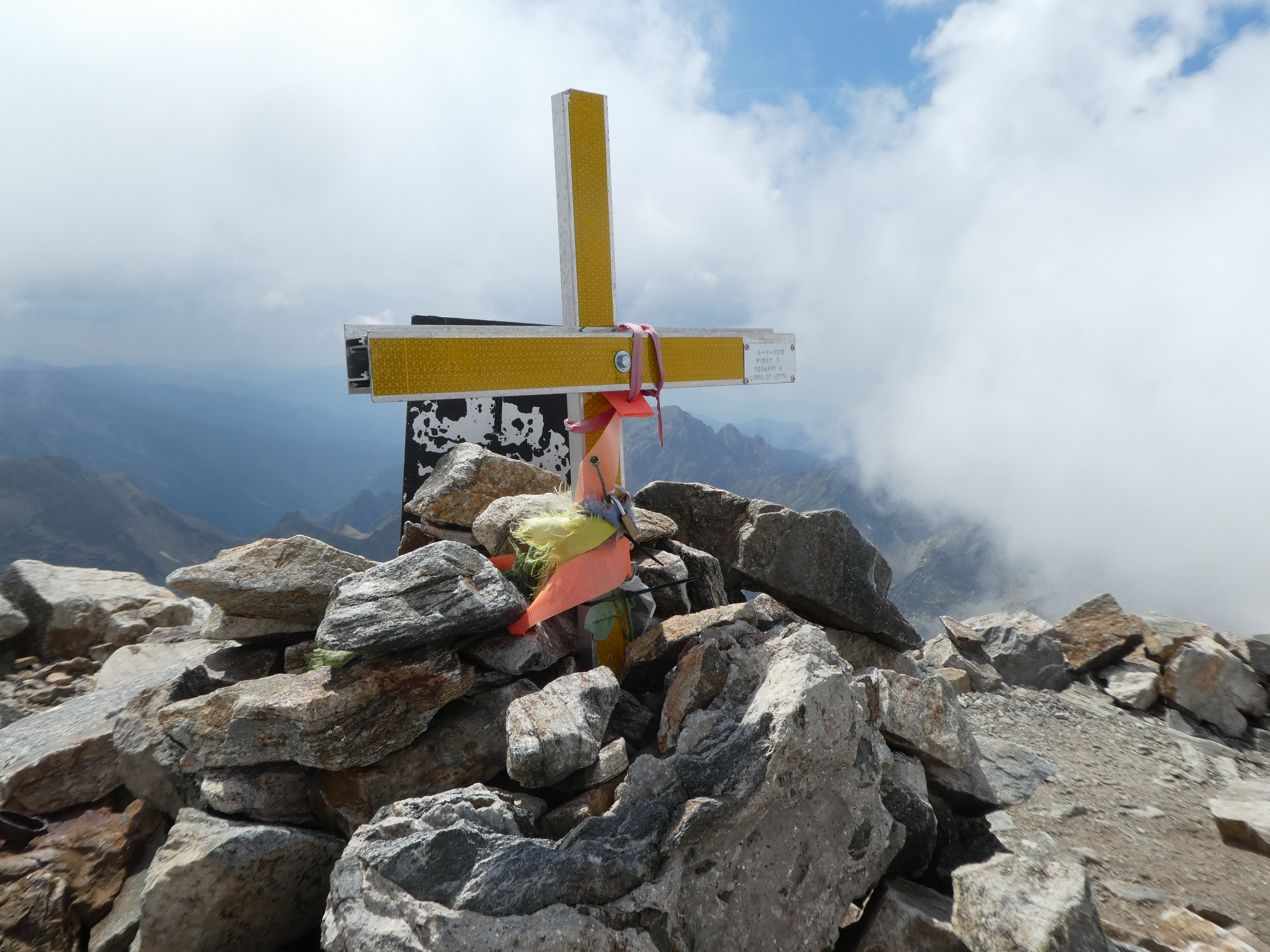
La croce di vetta.

Il nome deriva dall'aspetto sfasciato che presenta dal versante più facile; il termine francese clapier significa infatti pietraia. Il nome in questo senso potrebbe derivare dalla radica indoeuropea cal (pietra, roccia, risalto roccioso), oppure dall'occitano aclapeirà = ammucchiare pietre, a sua volta da pèira = pietra.
Si tratta di una delle punte dello spartiacque alpino principale, compresa tra i passi secondari di monte Clapier (2835 m) ed il delle Fous (2864 m). Dal versante italiano, si trova alla testata della valle Gesso di Entracque, in comune di Entracque. I passi principali che lo delimitano sono il passo del Pagarì ad ovest, ed il col dell'Agnel a nord-est.
Per la sua posizione topografica, è il tremila più meridionale delle Alpi.
Dal punto di vista geologico, la montagna è costituita da gneiss granitoidi biotitici, con affioramenti di agmatiti anfiboliche, appartenenti al massiccio cristallino dell'Argentera.
Il versante italiano del monte Clapier ha il ghiacciaio più meridionale delle Alpi, il ghiacciaio del Clapier. Esso si trova a 40 km in linea d'aria dal mare. Il ghiacciaio è normalmente visibile dal colle est del monte.

## Salita alla vetta
L'accesso alla vetta è un itinerario di difficoltà intermedia tra escursionismo ed alpinismo. La via normale si sviluppa dal passo del Pagarì, ad ovest della vetta e nel versante francese. Dal passo si tratta di perdere circa 150 m di dislivello e poi per cenge ci si porta fino alla base del versante ovest-nord-ovest, che si risale per tracce di sentiero e roccette fino in vetta.
Per raggiungere il passo del Pagarì dal versante francese si può partire dal rifugio Nizza. In questo caso, si può anche abbandonare il sentiero prima di giungere al passo, tagliando prima per pietraie fino al passo ovest del Clapier, dove ci si ricongiunge alla via normale. Dal versante italiano si può partire dalla frazione San Giacomo (1.210 m) di Entracque passando per il rifugio Pagarì (2.650 m).
Il grado di difficoltà dell'ascensione varia, a seconda delle fonti, da escursionistica (EE) ad alpinistica (F).